# Ad Reinhardt
Pour les articles homonymes, voir Reinhardt.
 (juin 2022).
Si vous disposez d'ouvrages ou d'articles de référence ou si vous connaissez des sites web de qualité traitant du thème abordé ici, merci de compléter l'article en donnant les références utiles à sa vérifiabilité et en les liant à la section « Notes et références ».
Ad Reinhardt né le 24 décembre 1913 à Buffalo et mort le 30 août 1967 à New York est un peintre, graveur et théoricien de l'art américain.
Précurseur de l'art conceptuel et du minimalisme, il fut également un critique de l'expressionnisme abstrait.

## Biographie
Adolph Dietrich Friedrich Reinhardt est né à Buffalo (État de New York) le 24 décembre 1913. Il étudie l'histoire de l'art à l'université Columbia avec Meyer Schapiro. Il se lie d’amitié avec Robert Lax et Thomas Merton ; ces trois artistes ont développé dans différentes directions le même concept de simplicité. Reinhardt poursuit ses études de peinture à New York avec Karl Holty et Francis Criss à l’American Artists School (en), puis à l'Académie américaine des beaux-arts avec Karl Anderson.
En 1936, il est employé par le Federal Art Project, une des branches du Works Progress Administration mis en place durant la Grande Dépression, et il devient vite un membre du groupe des American Abstract Artists (AAA), une association à la fois organisatrice d’expositions et éditrice.
Après avoir achevé ses études à l'Académie américaine des beaux-arts, Reinhardt devient professeur au Brooklyn College puis au San Francisco Art Institute à San Francisco, à l’université du Wyoming, à l’université Yale et au Hunter College de New York.
Il meurt à New York le 30 août 1967.

## Œuvres
Dès ses premières toiles, Reinhardt tourne le dos à la figuration, mais cette première abstraction va se radicaliser au cours de sa carrière et l’évolution de son œuvre montre un éloignement progressif et constant de toute référence au monde extérieur. De compositions avec des formes géométriques dans les années 1940, son travail progresse dans les années 1950 vers des toiles peintes dans différentes nuances de la même couleur (rouge, bleu, blanc).
Au début des années 1950, sa peinture se radicalise. Il réduit sa palette à une seule couleur par toile, puis, en 1953, n’utilise plus qu’une peinture sombre, proche du noir. À partir de 1960, et ce jusqu’à sa mort, il peint les Ultimate Paintings, des toiles de même format, aux valeurs très proches, presque ton sur ton, qui laissent à peine entrevoir un motif. Ce sont, selon Ad Reinhardt « les dernières peintures que l’on peut peindre », des peintures qui frôlent sans cesse l’extrême limite au-delà de laquelle l’œuvre n’existe plus, ce qu’on a pu appeler le hard edge Painting, une abstraction géométrique d’une extrême radicalité.

## Écrits
Ses écrits contiennent des commentaires sur son propre travail et le travail de ses contemporains, caractérisés par son esprit concis, ses mises au point pertinentes et son abstraction.
L'un de ses principaux textes est intitulé The Next Revolution in Art (La prochaine révolution dans l'art), où il écrit que « Tout progrès et tout changement en art vont vers l'unique fin de l'art en tant qu'art-en-tant-qu'art ». Les textes ont été publiés sous le titre Art-as-Art (L'art en tant qu'art).
Comme ses peintures, ses écrits demeurent controversés des décennies après leur publication.